# Boretti
Boretti – polski herb szlachecki.

## Opis herbu
Na tarczy pięciodzielnej w polach I i IV srebrnych, II i III czerwonych – po głowie Murzyna, w V podłużnym, błękitnym anioł w czerwonej szacie, trzymający w prawej ręce trąbę złotą przyłożoną do ust, w lewej palmę. W klejnocie nad hełmem w koronie trzy pióra strusie. Labry czerwone podbite srebrem.

## Najwcześniejsze wzmianki
Nadany 10 września 1850 roku.